# Xã Little Elk, Quận Todd, Minnesota
Xã Little Elk (tiếng Anh: Little Elk Township) là một xã thuộc quận Todd, tiểu bang Minnesota, Hoa Kỳ. Năm 2010, dân số của xã này là 285 người.